# Tadeusz Syryjczyk
Tadeusz Andrzej Syryjczyk (ur. 9 lutego 1948 w Krakowie) – polski polityk i przedsiębiorca, minister przemysłu w rządzie Tadeusza Mazowieckiego i minister transportu i gospodarki morskiej w rządzie Jerzego Buzka, poseł na Sejm I, II i III kadencji.

## Życiorys
W Krakowie ukończył szkołę podstawową i średnią. Następnie w 1971 został magistrem elektrotechniki na Wydziale Elektrotechniki, Automatyki i Elektroniki Akademii Górniczo-Hutniczej w Krakowie. Stopień naukowy doktora nauk technicznych w zakresie informatyki uzyskał w 1977.
W latach 1971–1980 pracował kolejno jako asystent, starszy asystent i adiunkt w AGH. Następnie do 1989 był zatrudniony jako adiunkt i starszy wykładowca w Instytucie Informatyki na tej uczelni. Jednocześnie od 1987 prowadził firmę informatyczną.
W 1980 był współzałożycielem NSZZ „Solidarność” w Krakowie i na AGH, w 1981 zasiadał w prezydium regionu małopolskiego związku. W stanie wojennym został internowany na okres od 13 grudnia 1981 do 23 lipca 1982. W 1987 był współzałożycielem, a w 1990 objął funkcję prezesa Krakowskiego Towarzystwa Przemysłowego.
Był przewodniczącym jednego z zespołów Centrum Obywatelskich Inicjatyw Ustawodawczych Solidarności. Od września 1989 do stycznia 1991 zajmował stanowisko ministra przemysłu w rządzie Tadeusza Mazowieckiego. Następnie przez rok prowadził firmę doradczą.
W latach 1991–2001 przez trzy kadencje sprawował mandat poselski (należał do Forum Prawicy Demokratycznej, Unii Demokratycznej i Unii Wolności). W latach 1992–1993 był szefem zespołu doradców prezesa Rady Ministrów Hanny Suchockiej i podsekretarzem stanu w Urzędzie Rady Ministrów. Od 1998 do 8 czerwca 2000 zajmował stanowisko ministra transportu i gospodarki morskiej w rządzie Jerzego Buzka. Od 1995 do 2001 był wiceprzewodniczącym Unii Wolności.
W 2001 nie uzyskał ponownie mandatu w parlamencie. Po porażce wyborczej do 2003 ponownie prowadził firmę doradczą. W 2003 odszedł z UW, w tym samym roku objął funkcję dyrektora w Europejskim Banku Odbudowy i Rozwoju w Londynie (jako przedstawiciel Polski w radzie dyrektorów). Stanowisko to zajmował do 2007. W tym samym roku został ekspertem w Zespole Doradców Gospodarczych Tor.
Powołany w skład Społecznego Komitetu Odnowy Zabytków Krakowa (SKOZK) oraz rady nadzorczej spółki akcyjnej Comarch. Członek Zrzeszenia Studentów Polskich (1965–1972), Polskiego Towarzystwa Turystyczno-Krajoznawczego i Polskiego Towarzystwa Informatycznego.

## Odznaczenia i wyróżnienia
- Krzyż Oficerski Orderu Odrodzenia Polski (2011)[4]
- Krzyż Kawalerski Orderu Odrodzenia Polski (2006)[5]
- Krzyż Wolności i Solidarności (2017)[6]
- Odznaka Honorowa za Zasługi dla Samorządu Terytorialnego (2015)[7]
- Medal 70-lecia Polskiej Informatyki – przyznany przez kapitułę Polskiego Towarzystwa Informatycznego (2018)[8]